# Cmentarz La Loma
Cmentarz La Loma (Campo Santo de La Loma) – najstarszy cmentarz w Manili.

## Historia cmentarza
Cmentarz został założony w 1884 roku pod nazwą Cementerio de Binondo i znajdował się pod jurysdykcją Santa Cruz. Pierwotnie cmentarz otoczony był trzymetrowym wysokim murem kamiennym, z charakterystyczną kutą, żelazną bramą.
Podczas rewolucja filipińskiej w latach 1896–1898, hiszpańscy urzędnicy odmawiali rebeliantom pochówku na katolickim cmentarzu. Podczas II wojny światowej cmentarz, w okresie walk o Manile, wyjątkowo nie został zniszczony. Dzięki temu cmentarz wraz ze swoją architekturą stał się historycznym dziedzictwem kultury Manili.
Przy cmentarzu znajdują się dwie kaplice. Pierwsza, kaplica świętego Pankracego, została oddana do użytku w 1884 roku i służyła do 1962 roku. Nowa kaplica została wybudowana blisko wyjścia z cmentarza.

## Nekropolia
Wśród pochowanych są m.in.:
- Felipe Agoncillo (1859-1941),
- Marcela Agoncillo (1860-1946),
- Cayetano Arellano (1847-1920),
- Victorino Mapa (1855-1927).